# UFC 319
UFC 319: du Plessis vs. Chimaev fue un evento de artes marciales mixtas producido por Ultimate Fighting Championship que se llevó a cabo el 16 de agosto de 2025 en el United Center de Chicago, Illinois, Estados Unidos.

## Antecedentes
El evento marcó la octava visita de la promoción a Chicago y la primera desde UFC 238 en junio de 2019.
Un combate por el Campeonato de Peso Medio de UFC entre el actual campeón (y excampeón de peso wélter de KSW) Dricus du Plessis y el contendiente invicto Khamzat Chimaev está programado para encabezar el evento. Se esperaba que Nassourdine Imavov fuera el suplente y posible reemplazo para esta pelea, pero anunció un mes después que ya no sería así, ya que buscaba una pelea contra Caio Borralho. A su vez, Borralho anunció que será el nuevo suplente para el evento principal. Él e Imavov siguen programados para encabezar el UFC Fight Night: Imavov vs. Borralho tres semanas después.
Una pelea de peso welter entre Geoff Neal y Carlos Prates está programada para este evento. Originalmente estaban programados para enfrentarse en UFC 314 en abril, pero Neal tuvo que retirarse de la pelea debido a una lesión.

## Bonificaciones
Los siguientes peleadores recibieron bonificaciones de 50.000 dólares.
- Pelea de la Noche: No se otorga ninguna bonificación.
- Actuación de la Noche: Khamzat Chimaev, Lerone Murphy, Carlos Prates y Tim Elliot.